# Nevill Barbour
Nevill Barbour (1895-1972) fue un periodista, escritor y arabista británico.

## Biografía
Nació el 17 de febrero de 1895 en Eastbourne. Barbour, un periodista que vivió en países árabes, entre ellos Palestina, fue autor de obras como A plan for lasting peace in Palestine (1936), A Survey of North-West Africa (The Maghrib) (1959), Nisi Dominus. A Survey of the Palestine Controversy (1946) y Morocco (1965). Falleció en diciembre de 1972.